# 静御前 (小惑星)
静御前（しずかごぜん、4200 Shizukagozen）は、小惑星帯にある小惑星である。
1983年11月28日、番野欣昭と浦田武が栃木県烏山町（現・那須烏山市）で発見した。

## 名称
平安時代末期の武将・源義経が愛した白拍子として知られる静御前にちなむ。
この名称は浦田が提案し、1992年2月の小惑星回報で公表された。浦田は多くの小惑星に『平家物語』に登場する平安時代末期（保元・平治の乱から源平合戦にかけて）の歴史上の人物の名を付けている。静御前と同時に命名された小惑星の一つに (3178) 義経 があるが、静御前と義経とは、よく似た軌道をとっている。
なお、「○○御前」の名を持つ小惑星には、ほかに
- (4748) 常盤御前：義経の母
- (4896) 巴御前：木曾義仲の妻

がある。これらはいずれも『平家物語』に登場する女性で、浦田が命名したものである。

## 註
1. 1 2  MPC 19695（1992年2月18日）
2. ↑  兵庫にまつわる小惑星